# Nolensville
Nolensville es un pueblo ubicado en el condado de Williamson en el estado estadounidense de Tennessee. En el Censo de 2010 tenía una población de 5.861 habitantes y una densidad poblacional de 304,24 personas por km².

## Geografía
Nolensville se encuentra ubicado en las coordenadas 35°57′36″N 86°40′31″O / 35.96000, -86.67528. Según la Oficina del Censo de los Estados Unidos, Nolensville tiene una superficie total de 19.26 km², de la cual 19.26 km² corresponden a tierra firme y (0%) 0 km² es agua.

## Demografía
Según el censo de 2010, había 5.861 personas residiendo en Nolensville. La densidad de población era de 304,24 hab./km². De los 5.861 habitantes, Nolensville estaba compuesto por el 85.53% blancos, el 5.34% eran afroamericanos, el 0.17% eran amerindios, el 6.26% eran asiáticos, el 0.03% eran isleños del Pacífico, el 0.56% eran de otras razas y el 2.1% pertenecían a dos o más razas. Del total de la población el 2.83% eran hispanos o latinos de cualquier raza.